# Кричевський Абрам Григорович
Абрам Григорович Кричевський (31 травня 1912, м. Харків — 8 січня 1982, м. Москва) — радянський російський кінооператор та режисер. Лауреат 
Сталінської премії (1941, 1948) за фільми «На Дунаї» та «Радянська Україна». Заслужений діяч мистецтв РРФСР (1969).

## З життєпису
Народився 31 травня 1912 року у Харкові. Працював у кіномистецтві з 1928 року. Закінчив курси Всесоюзного державного інституту кінематографії (1937). Був кінооператором Центральної студії документальних фільмів.
Брав участь у створенні українських документальних стрічок: «На Дунаї» (1940, у співавт.), «Перемога на Правобережній Україні» (1945, у співавт.), «Радянська Україна» (1947, у співавт. з М. Слуцьким), «Наш Пушкін» (1949, режисер), «Спорт на Україні» (1951, у співавт.).
У 1948—1951 роках — оператор Київської фабрики «Укркінохроніка».
Помер 8 січня 1982 року та похований у Москві.

## Нагороди
- Сталінська премія другого ступеня (1941) — за зйомки фільму «На Дунаї».
- Медаль «За оборону Сталінграда» (1943).
- Орден Червоної Зірки (1943, 1944).
- Медаль «За перемогу над Німеччиною у Великій Вітчизняній війні 1941—1945 рр.» (1945).
- Сталінська премія першого ступеня (1948) за зйомки документального фільму «Радянська Україна» (1947).
- Заслужений діяч мистецтв РРФСР (1969).
- Національна премія НДР (1970) — за зйомки фільму «Товари Берлін» (1969).